# Thomas J. Robertson

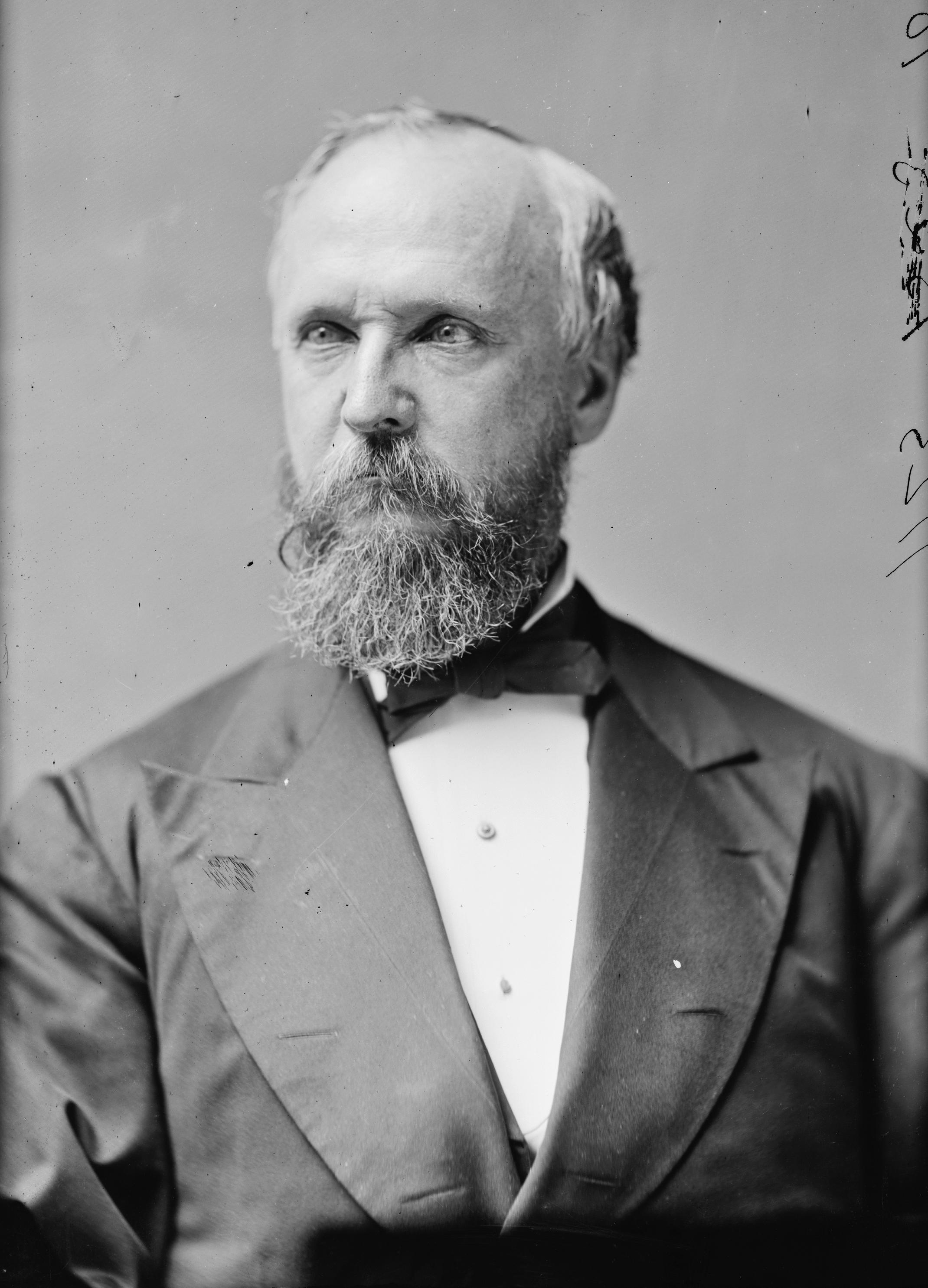
Thomas J. Robertson

Thomas James Robertson, född 3 augusti 1823 nära Winnsboro, South Carolina, död 13 oktober 1897 i Columbia, South Carolina, var en amerikansk republikansk politiker. Han representerade delstaten South Carolina i USA:s senat 1868-1877.
Robertson utexaminerades 1843 från South Carolina College (numera University of South Carolina) och var sedan verksam som plantageägare.
South Carolina fick 1868 på nytt representation i USA:s kongress för första gången efter amerikanska inbördeskriget. Robertson och Frederick A. Sawyer blev invalda i senaten. Robertson efterträddes 1877 som senator av Matthew Butler.
Robertson avled 1897 och gravsattes på Elmwood Cemetery i Columbia.